# Флавий Анний Евхарий Епифаний
Флавий Анний Евхарий Епифаний (лат. Flavius Annius Eucharius Epiphanius) — политический деятель Западной Римской империи в правление императора Гонория.
Возможно, он был родственником проконсула Африки Евхария. С 15 октября 412 года по 27 мая 414 года Епифаний отбывал должность префекта Рима. В своё префектство он отреставрировал Курию Юлия.